# إطلاق النار في كنيسة تشارلستون
في مساء 17 حزيران 2015، قام شخص يدعى ديلان ستورم روف بإطلاق النار بكثافة على مرتادي كنيسة إيمانويل الأسقفية الميثودية الأفريقية في تشارلستون في كارولاينا الجنوبية. هذه الكنيسة تعد واحدة من أقدم كنائس السود في الولايات المتحدة، ولها تاريخ طويل معروف في دورها في تنظيم المجتمع في قضايا الحقوق المدنية. قتل 9 أشخاص من بينهم عضو مجلس الولاية كلمنتا بنكني.
اعتقل الشخص المتهم بالجريمة في شيلبي في كارولاينا الجنوبية. ويتعقد أن القضية هي جريمة كراهية وقد توجه تهمة الإرهاب المحلي بحسب وزارة العدل الأمريكية. وسيواجه المتهم تهما بالقتل لتسع أشخاص.
حكم القاضي المتهم بالموت في الحقنة القاتلة، وصدر القرار في يوم 10 يناير 2017.